# Bursprake

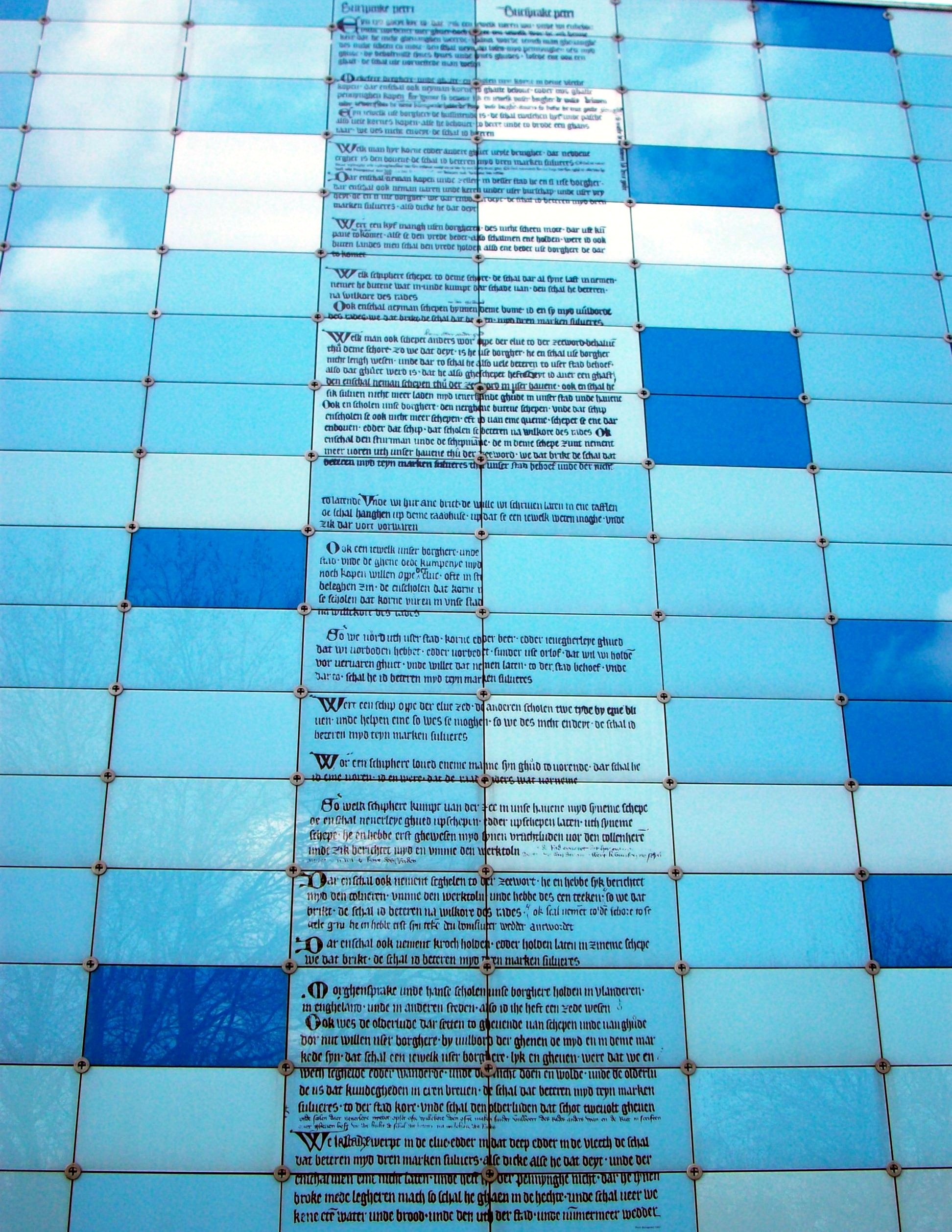
Petri Bursprake von 1363 am Hamburgischen Staatsarchiv

Bursprake, auch Buursprache, Bürgersprache und Bauersprache, bezeichnet im Spätmittelalter in verschiedenen norddeutschen Städten mit Schwerpunkt Mecklenburg, in einigen Städten Brandenburgs und Westfalens sowie im livländischen Riga entweder eine Ratsversammlung, auf der Verordnungen beschlossen wurden, oder wie in Lübeck, Bremen und Hamburg eine Bürgerversammlung, auf der Beschlüsse des Rates bzw. Senats der Allgemeinheit der an der Beschlussfassung nicht beteiligten Bürger vorgetragen wurde. Im erweiterten Sinn ist sie auch die bei der Versammlung verlesene Sammlung von ordnungspolitischen Vorschriften und Anweisungen des Rates der Stadt. Sie hatte teilweise den Charakter von Statuten und Gesetzen. Neben den Stadtrechten und Rezessen war die Bursprake das dritte Element der städtischen Rechtsordnung, die als Teil der bürgerlichen Selbstverwaltung angesehen werden kann.

## Einführung
Die Burspraken wurden in vielen Hansestädten, aber auch in den übrigen Städten, meist im Winter abgehalten. So waren dies beispielsweise in Hamburg die Termine Thomae Apostoli (21. Dezember) und Cathedra Petri (22. Februar), in Bremen Laetare (3. Sonntag vor Ostern), in Lübeck wiederum Cathedra Petri, Jacobi (1. Mai), Martini (11. November) und Thomae Apostoli. In Bremen umfassten die Sammlung zum Beispiel 225 Artikel in der kundigen Rolle. Auch nach ihrer Veröffentlichung in Buchform (1479/1480) wurde das Prinzip der Verlesung in Lübeck und Hamburg bis in das 19. Jahrhundert beibehalten. Die Beschlüsse der Hansetage wurden ebenfalls durch Burspraken, meist mit lokalen Ergänzungen, bekannt gemacht. Die verschiedenen Burspraken weisen auch keine Einheitlichkeiten auf, je nach vorliegendem Stadt- und Landrecht und ihren Landeszugehörigkeiten variierten sie in ihren Aussagen und Inhalten.

## Wortherkunft
Mit „Civiloquium“, sinngemäß „bürgerliche-Aussprache“, wurde im Lateinischen die ersten Bürgerversammlungen bezeichnet, dieses war auch „die Benennung, wenn zu Lübeck jährlich 4mal auf dem Rathause durch den Bürgermeister die Statute dieser Stadt abgelesen wurde“. Aus der lateinischen Wortschöpfung civilis = „Bürger betreffend“ und eloquium = „Ausdruck(sweise), Sprache, Rede“ ableitend, lässt sich erschließen, dass es „sich bei civiloquium um eine Lehnformung nach dem mittelniederdeutschen Wort Burspake handelt; vergleichbar sind plebiloquium und burgiloquium“. Grundsätzlich steht also die Benennung der Bursprake, auch als Buursprache oder Bauersprache bezeichnet, begrifflich für „Versammlung mit Verkündigung von Satzungen“, „Bürgerversammlung“, „bäuerliches Gericht“, „Satzung“, „Stadtgesetz“, „Weistum – Weisung“, „Abgabe“ und „Umlauf einer amtlichen Mitteilung durch die Bauernschaft“. In der Mittelniederdeutschen Sprache steht das Wort Bursprake für Bürgerversammlung, Bürgertag; auch Schwörtag oder Echteding.

## Inhalte der Burspraken
Die Burspraken regelten verschiedenste Fragen des städtischen Alltags, hierzu gehörten die öffentliche Ordnung und Sicherheit, sie betrafen Handel und Gewerbe, Schifffahrt und Hafen, Lohn- und Dienstbotenordnung sowie Kleider-, Fest- und Luxusordnung. Neben Geboten beinhalteten die Niederschriften auch Verbote, so verboten sie beispielsweise jegliche Selbsthilfe oder Eigenmächtigkeit gegenüber dem Rat. Zu den Geboten zählte, das Streitigkeiten allein vor die städtischen Gerichte zu bringen seien und dem städtischen Recht folgen müssten. Es war auch untersagt, geistliche oder auswärtige Richter anzurufen. Die im nachfolgenden aufgeführten Burspraken zeigen die inhaltlichen, strukturellen und organisatorischen Verschiedenheiten und Unterschiede auf.

## Die Anklamsche Bursprake

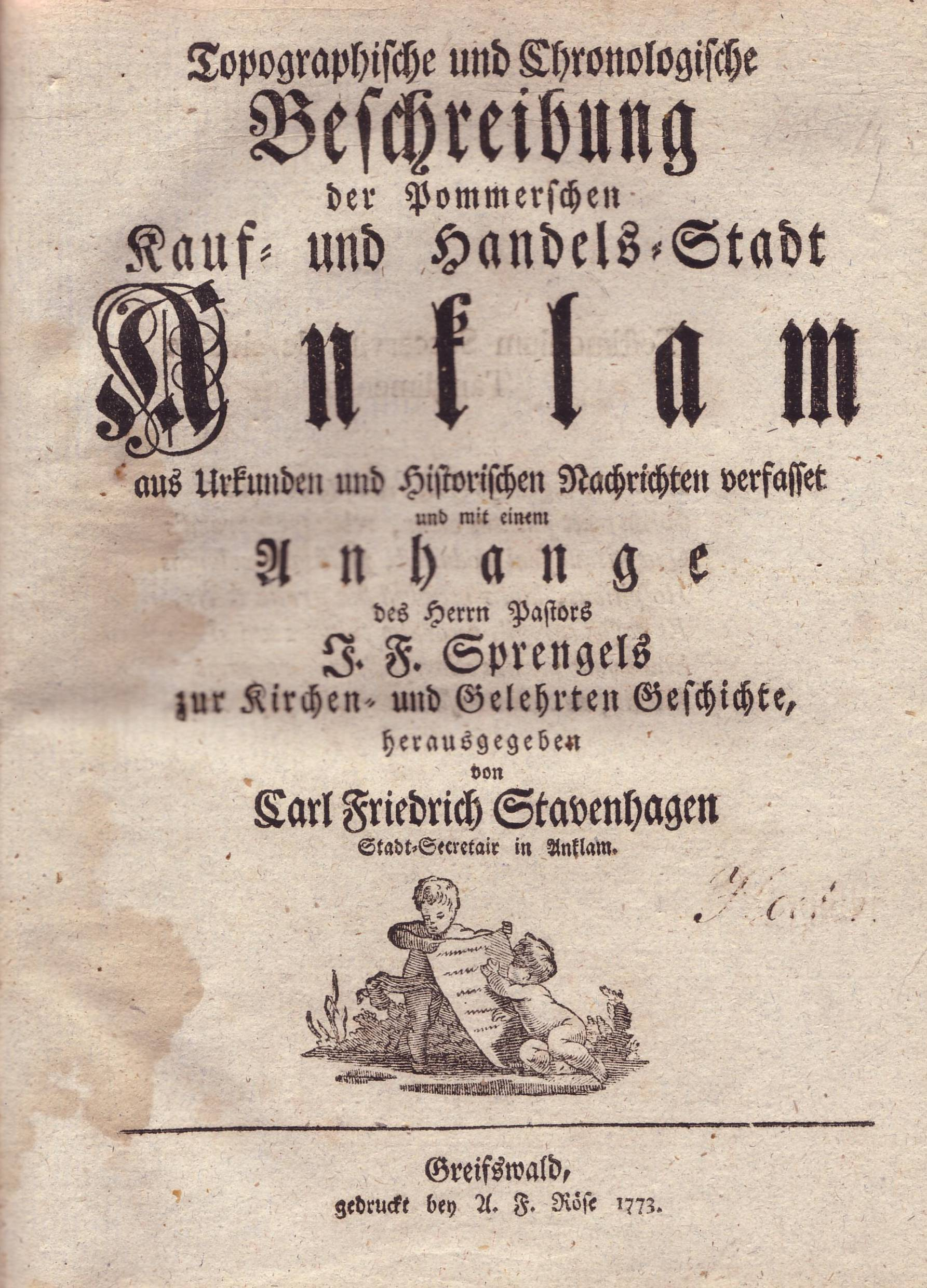
Titelblatt einer Stadtbeschreibung von 1773

In der Hansestadt Anklam, (Mecklenburg-Vorpommern), siedelten sich um 1188 sächsische Wollweber an und erhielten große Begünstigungen. Sie richteten eine Selbstverwaltung ein und bestimmten ihre Repräsentanten. Als Grundlage dienten die „alte Anklamsche Krämerrolle“ von 1330, die Statuten der vier Städte Stralsund, Greifswald, Anklam und Demmin von 1353 und letztlich die Anklamsche Bursprake von 1544. Die Anklamsche Bursprake, die mit ihrer Bekanntmachung einem Gesetz gleichgestellt wurde, diente den Stadteinwohnern hauptsächlich als Richtschnur im Ablauf von Handel und Wandel. Aus einer aus dem Jahre 1682 stammenden Notiz wurde auch die Herkunft des Wortes Bursprake gedeutet, es wurde darauf hingewiesen, dass die städtischen Statuten in einer bäuerlichen und verständlichen Sprache verfasst worden seien. „Diese Notiz ist jedoch nicht belegbar, da die Bursprake schon vor dem Unterschied zwischen hoch- und plattdeutscher Sprache existierte und so benannt wurde. Wahrscheinlicher ist die Annahme, dass es sich als bei den Edikten um eine „Burg- bzw. Burgersprache“ handele, die verkürzt Bursprake genannt worden ist“, und die gleiche Begrifflichkeit als „Bürgerversammlung“ verwandte.

## Die Burstäe in Bad Laer
Der große Thieplatz in Bad Laer (Niedersachsen) galt von Urzeiten her als Dorfzentrum, hier fanden „sämtliche Versammlungen unter freiem Himmel statt… Dies gilt auch für die Buursprache = ‚Burstäe‘, die Gerichts- oder Gemeindeversammlungen. Eine der wichtigsten Aufgaben früherer Gemeindevorsteher waren richterliche Entscheidungen“.

## Die Burspraken in Hamburg
Überliefert sind in Hamburg verschiedene Burspraken, die älteste ist die Petri-Bursprake von 1346. Die Verlesung fand zu festen Terminen, in der Regel zu Thomae Apostoli (21. Dezember) und Cathedra Petri (22. Februar) statt, und bei Bedarf auch an zusätzlichen Terminen. Der Termin Cathedra Petri war gleichzeitig das Ende der seit Martini bestehenden Winterpause in der Schifffahrt, so dass möglichst viele Bürger anwesend sein konnten, außerdem fand in Hamburg im Mittelalter an diesem Tag die Wahl des Bürgermeisters statt. Die Hamburger Burspraken standen teilweise im Widerspruch zu den Regelungen der Hanse, beispielsweise in der Bevorzugung der eigenen Bürger im Fernhandel. Sie gehörte „zu den ursprünglichen Einrichtungen bürgerlicher Selbstverwaltung, die in Hamburg bereits 1270 erwähnt und in Norddeutschland weitverbreitet war“. Die Bezeichnung meinte zunächst die Bürgerversammlung, die der Rat regelmäßig oder bei besonderem Bedarf einberief, um vom Rathaus (weniger von der Kanzel) seine Verordnungen und Bekanntmachungen vorzutragen. Sie wurde in Hamburg seit der Mitte des 14. Jahrhunderts schriftlich überliefert – von Mal zu Mal korrigiert, ergänzt und aktualisiert – bevor sich im 16. Jahrhundert eine allmähliche Einstellung zeigte. 1479/80 wurde die hamburgische Bursprake erstmals in Buchform zusammengefasst und bis zum Beginn ds 19. Jahrhunderts nur noch auszugsweise vorgetragen.

## Die Lübecker Bürgersprache

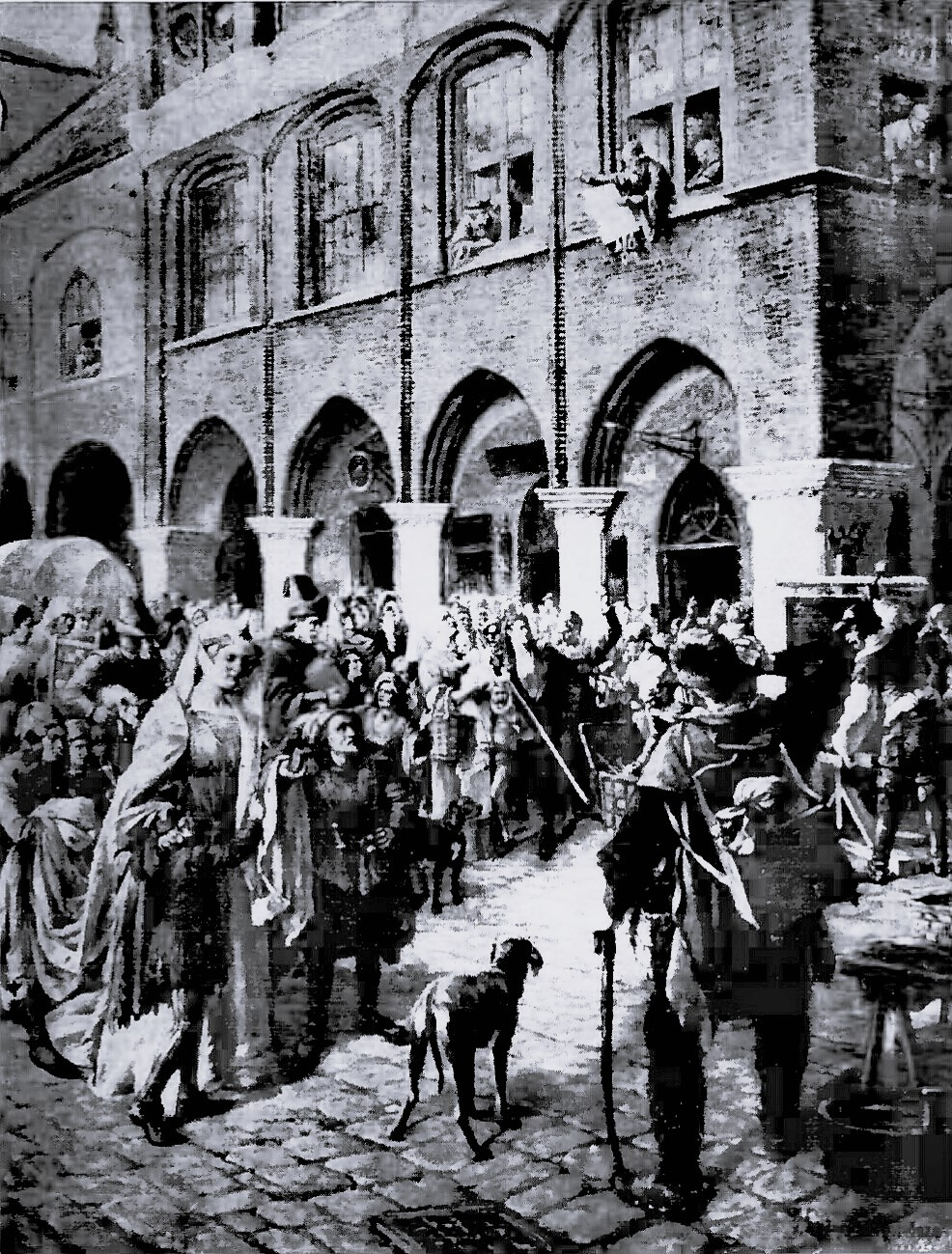
Bursprake am Lübecker Rathaus

In Lübeck war es üblich, dass vier Mal im Jahr, „nämlich auf Petri Stuhlfeyer, auf Philippi Jacobi, am Martinbischofstage und am Tage des Apostels Thomas, oder, wenn dieselben auf Sonntage fallen, an dem darauf folgenden Montage“ die sogenannte Bauersprache verlesen wurde. Bei den Alten hieß sie auch Buersprake, oder Baursprache, oder sie wurde „Ciuiloquium“ genannt. Sie wurde vom „regierenden Bürgermeister, bei geöffnetem Fenster, von der Löwinge (Halle für Gemeindeversammlungen), oder von der Kämmerei befindlichen Gallerie, zum Markte hin, abgekündigt; wobei ihm der zur Seite stehende Protonotarius die Worte vorsagte“…Die älteste abgefasste Bursprake stammt aus dem Jahre 1392, von 1533 bis 1620 wurde daran immer wieder Passagen geändert. Das nebenstehende Gemälde wurde in den Jahren 1914/15 von Willibald Leo von Lütgendorff-Leinburg gemalt.

## Bursprache von Neuruppin
Zum bürgerlichen Verständnis in Neuruppin (Brandenburg) gehörte es, dass nach der alten Stadtverfassung zur Bürgerversammlung alle Bürger gehört werden mussten. Nach urkundlichen Belegen aus dem 14. Jahrhundert gehörten zur Bürgerversammlung die Ratsmänner, die Gildemeister und einige weise Bürger, ihre Beschlüsse wurden ausdrücklich mit dem Vermerk versehen, dass die ganze Bürgerschaft die Zustimmung vorgenommen habe. Als man in der Mitte des 15. Jahrhunderts mit diesem, seit Alters her verbrieften Brauch brach, desto mehr hatten sich die Beschwerden der Bürgerschaft gehäuft und desto unzufriedener und stürmischer ging es daher in diesen Versammlungen zu. Im Jahre 1550 erreichte der Rat, dass durch ein kurfürstliches Reskript die Burspraken ganz untersagt wurden, „weil die Bürger dort allerlei heimliche Anschläge gegen den Rat geschlossen, dem Wir das Regiment befohlen und nicht Euch“. Eine im Jahre 1591 eingesetzte Kommission stellte den Gebrauch der Busprake wieder her, so wurde dann in einem Rezess von 1594 festgesetzt, dass die Burspraken so oft gehalten werden sollten, als es der Rat oder die Gemeinde als notwendig erachte. Darüber hinaus sollten die Bürger auf die Einberufung einer Bürgerversammlung, die durch den Rat erfolgte, gehorsam folgen. Letztlich fügte man 1624 die Bestimmung an, „dass die Bursprake jährlich an einem bestimmten Tage, nämlich am Montag nach Misericordias domini gehalten werde, dass war sogleich nach dem Eintreten des neuen Rates“. „Ob diese Burspraken nun zu bestimmten Zeiten, oder nur, wenn der Rath das Zusammentreten der Gemeinde wünschte, gehalten wurden, kann nicht mehr mit Sicherheit belegt werden.“

## Die Buursprache in Kurland
Robbin oder Robbert Oelsen (Elßen, Elsen auch Ulßen) wurde 1376 Herrmeister in Livland; unter seiner Regierung entstand die Buur-Sprache, eine Gesetzessammlung der Stadt Riga, die alljährlich am Sonntage vor dem Michaelistag mit einigen Zeremonien, von den offenen Fenstern des Rathauses, laut verlesen wurde. Die Bursprake Rigas regelte das rechtliche Leben in der Stadt. „Aus der ältesten Zeit sind die lateinischen Bezeichnungen plebiloquium und civiloquium überliefert, später wurde die mittelniederdeutsche Form bursprake verwendet, aus der nach dem Übergang zum Hochdeutschen Bauersprache oder Baursprache entstand. Die älteste erhaltene Rigaer Bursprake ist in mittelniederdeutscher Sprache verfasst und mit 1376 datiert. Vor 1376 findet man ihre Erwähnung in lateinischen Quellen, wie etwa in einem Brief des Rigaer Rats, vermutlich von 1346: Sic etenim nos de nostro plebiloquio, quod vulgariter proprie buersprake dictur…“). Die aus dem Jahre 1376 existierende Gesetzessammlung bestand zunächst aus 96 Artikel, die in der Folgezeit auf 100 Artikel erweitert wurde und wiederum nach Bedarf gekürzt oder erweitert wurde.

### Bauersprache von Goldingen
Die Stadt Goldingen im heutigen Lettland hatte auch ihre eigene Bauersprache und Statuten. Herzog Friedrich Kasimir Kettler (1650–1698) von Kurland und Semgallen bestätigte 1695 ihre Existenz und unterstrich, dass die sogenannte „Bauersprache“ schon seit 300 Jahren im Gebrauch sei und ständig fortgesetzt wurde. In ihren Grundlagen stimmte sie in vielen Artikeln mit dem Stadtrecht Rigas und deren Bursprake überein.

### Bauersprache von Windau
Die Stadt Windau, ebenfalls im heutigen Lettland gelegen, verlor ihre niedergeschriebenen Privilegien durch eine Feuersbrunst im Jahre 1495. Nach der Bestätigung durch Herzog Heinrich Kasimir aus dem Jahre 1694 wurde erklärt, dass auch Windau seit 1610 eine Bursprake hatte, die mit der von Golding und Riga korrespondierte.

## Wismarsche Bürgersprache
Die Benennung der Bursprake („Ciuiloquium“) findet sich in den Urkunden der alten Hansestadt Wismar (Mecklenburg-Vorpommern) nicht vor dem Jahre 1344, die erste belegbare Erwähnung geht auf das Jahr 1345 zurück. Seit dieser Zeit sind 72 Exemplare bekannt: „In ihnen werden Bußsätze genannt, die sich mit der Verletzung der Stadtgesetze, üble Nachrede gegen ehrbare Bürger oder für das Fehlen oder Vernachlässigung von hauseigener Rüstung benannt werden. Mit ihr wurden die Reinigung der städtischen Straßen und die Reinhaltung des Hafenbeckens festgelegt. Als Verbote erwähnte sie unter anderem den Gästehandel und die Benutzung falscher Maße und Gewichte. Sie enthielt eine Luxusordnung und Verordnungen zum Dirnenwesen, zur Nachtruhe, zum Feuerschutz, zu bürgerlichen Wachdiensten, zur Zulassung von Zünften, zum Zuzug von Bauern, zur innerstädtischen Viehhaltung und zur Dienstpflicht von Mägden und Knechten“.

## Die Bürgersprache von Meschede
Das Original der Bürgersprache von Meschede in Westfalen, aus dem Jahre 1486, war in Plattdeutsch verfasst:

„In den Jahren unseres Herrn, als man schrieb Tausend vier Hunden sechs und achtzig, da sind übereingekommen friedlich und einträchtlich Bürgermeister und Rat und alle Gemeinheit Bürger der Freiheit Meschede sämtlich, so sie gelobet haben bei ihrem Eid, dies wie hier nachgeschrieben steht, festiglich zu halten und gehorsam zu sein, als sie gelobet und geschworen haben ihrer einer dem anderen und unserem gnädigsten lieben Herrn von Cöln treu und hold zu sein, seiner Gnade Bestes zu tun, um das Argeste zu wehren, und kehren nach all ihren fünf Sinnen ihrer Macht.“

So lautet die Präambel zur Mescheder Bürgersprache von 1486. Ihr folgten sogenannte 16 Items, in denen die einzelnen Bestimmungen festgelegt worden waren. Sie endete mit „Amen“.

## Bürgersprache als Partikularrecht in den Herzogtümern Mecklenburgs
Das Partikularrecht bezeichnet bestimmte Rechtsnormen, die nur für abgegrenzte Gebiete gelten. Bereits kurz nach der Gründung einzelner Städte in Mecklenburg wurden zwischen der Stadtobrigkeit und den Bürgern Versammlungen abgehalten, welche man Bürgersprachen, Morgensprachen oder Bauersprachen (conventus forenses, burgiloquia oder civilloquia) nannte. Zur Dokumentation und zum Schutz der Beschlüsse begann man im 14. Jahrhundert diese schriftlich niederzuschreiben, sie mit dem Namen der Versammlung zu archivieren, sowie als Anlage beizuheften. Somit entstanden in fast allen Städten Mecklenburgs die jetzigen Bürgersprachen, die erst in der letzten Hälfte des 18. Jahrhunderts Gegenstand der Aufmerksamkeit geworden sind. Diese mecklenburgischen Partikularrechte gelten neben den Stadtrechten als die wichtigsten Rechtsgrundlagen der bürgerlichen Selbstverwaltung.
Mecklenburgische Stadtrechte und Burspraken im Rechtsverbund

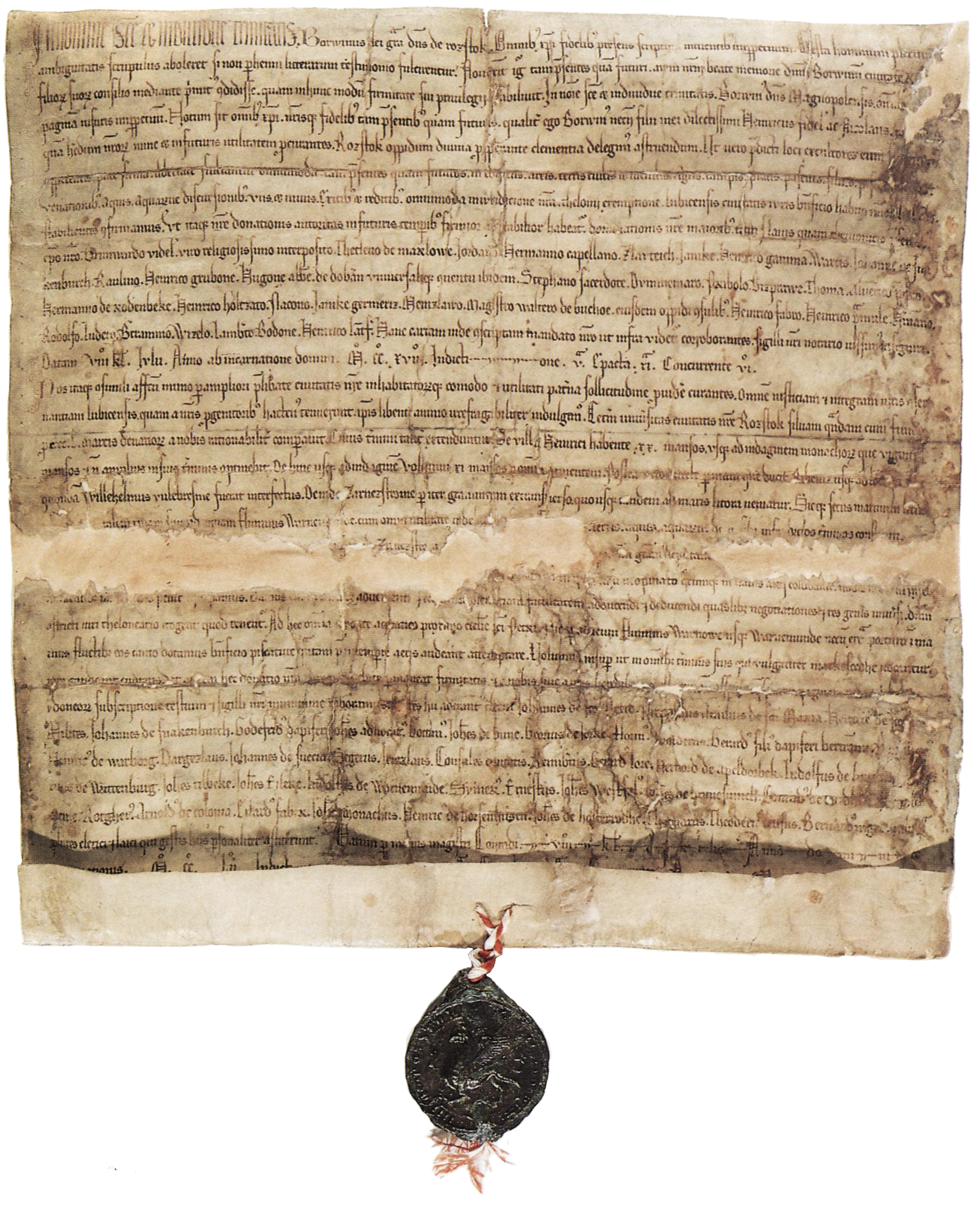
Rostocker Stadtrechtbestätigung von 1218

Die Stadtrechte waren landesherrliche Vorschriften, durch die Orte zu Städten erhoben worden sind. Sie sind nicht einheitlich festgelegt und bestehen aus Privilegien, Einzelrechten und Burspraken. Als Grundlage der mecklenburgischen Burspraken galten die unterschiedlichsten Rechte, zu ihnen gehörten:
- Das Lübische Recht war das von der Reichsstadt Lübeck übernommene Recht, das in über 100 Städten im Ostseeraum Geltung erlangte. Auch in den beiden Herzogtümern Mecklenburgs (Mecklenburg-Schwerin und Mecklenburg-Strelitz) war das „Lübsche Recht“ in vielen Städten die Gesetzesgrundlage für die eigenen Stadtgesetze und den eingerichteten Burspraken.
- Das „Schwerinische Recht“[31] ist das älteste einheimische Stadtrecht Mecklenburgs, der Ursprung und das Alter reicht bis zu Herzog Heinrich des Löwen († 1195), als dieser Mecklenburg eroberte und die Stadt Schwerin zum Sitz der Regierung machte.[32]
- Das „Rostocksche Stadtrecht“ von 1218[33] ist ein aus dem Schwerinischen und Lübischen Recht modifiziertes Recht, es war als Rostocker Recht bis zum Jahre 1757 kein geschriebenes, sondern nur Gewohnheitsrecht, das zweite Rostocksche Rechts von 1757 galt nur für die Stadt Rostock.[34]
- Das „Parchimsche Recht“ ist das älteste Privilegium der Stadt Parchim, welches bis auf das Jahr 1218 zurück reicht. In den späteren Ausführungen sind auch Anlehnungen an das „Lübsche Recht“ erkennbar, aber auch Elemente des „Sächsischen Rechts“ und Teile des „Schwerinschen Rechts“ fanden Anwendung. Diese Rechtssätze wurden in der Stadt Parchim schon früh in der Form einer Bürgersprache und in Stadtstatuten veröffentlicht.[35]
- In der Seestadt Rostock fußte die Bürgersprache auf dem Lübischen Recht der Reichsstadt Lübeck, dem Schweriner Recht und mehreren Stadtgesetzen. Sie besaß eine eigene Bürgersprache, deren Ursprung nicht bekannt ist, aber offensichtlich im 14. Jahrhundert liegt.[36]
- In Boitzenburg galt seit 1267 das „Lübsche Recht“, zusätzlich bestanden eine Ratsverordnung und eine Bürgersprache, die jährlich am Montag nach Laetare öffentlich verlesen wurde.[37]
- Die Stadtrechte Neubrandenburgs basierten auf den Rechten der Stadt Altbrandenburg, die mit der Landesherrschaft einen Jurisdiktionsvertrag und einen Kommissionsrezess abgeschlossen hatte. Ihre Partikularrechte sind in der von dem Rat am 14. Januar 1681 erlassenen Stadtverordnung und einer Bürgersprache verankert. Es war auch eine Bürgersprache aus dem 16. Jahrhundert vorhanden, die jährlich am Walburgis Tag öffentlich verlesen wurde.[38]
- In Friedland, in der die „Stendalschen Rehte“ galten, existierte eine Bürgersprache, deren Verlesung aber schon lange außer Gebrauch war. Die älteste Ausgabe scheint aus den Beschlüssen des 16. Jahrhunderts zu sein.[39]
- Güstrows Stadtrecht basiert auf dem „Schwerinschen Recht“ und besteht aus verschiedenen landesherrlichen Gesetzen, erlassenen Reskripten mehreren Gewohnheitsrechten und einer Bürgersprache. Die alte in plattdeutscher Sprache verfasste Bürersprache war mehrere Jahrhunderte alt und hieß noch bis zur Mitte des 17. Jahrhunderts „Pauersprache“, die öffentliche Verlesung war jedoch bereits aufgehoben.[40]
- Die Stadt Ribnitz erhielt bei ihrer Stiftung vom Fürsten Waldemar II. von Rostock 1271 das „Lübsche Recht“. Die Bürgersprache der Stadt wurde jährlich am Tage Kathedra Petri öffentlich verlesen, sie wurde 1588 und 1631 erweitert.[41]
- In Schwerin galt originär das „Schwerinsche Recht“, zusammen mit einigen Ergänzungen, mehreren Gewohnheitsrechten und einer Bürgersprache. Die letztere bestand seit mehr als Jahrhunderte und enthielt nur wenige zivilrechtliche Gesetze. Sie wurde alle Jahre am Sonntage Laetare durch den Stadtsekretär aus dem Urkunden-Buch von 1615 öffentlich verlesen[42]

## Schlussfolgerung
Der größte gemeinsame Nenner aller Burspraken liegt darin, dass mit ihnen, zum Auslauf des Mittelalters, die Bürgerrechte Berücksichtigung fanden und durch die Landesherren unterstützt wurden. Gesetze, Verordnungen, Rezesse und Redikte, deren Wirkungen man in geordnete Sammlungen brachte, waren, ebenso wie die Burspraken, der beginnende Teil einer bürgerlichen Selbstverwaltung. Als letztes Beispiel soll die Bursprake aus Eversael am Niederrhein dienen, hierzu heißt es zur Geschichte: „Die Angelegenheiten im Dorf erledigten in früheren Zeiten die Bauern untereinander durch die Bauersprache, eine Zusammenkunft innerhalb der Honnschaft. Bei der Bauersprache handelt es sich um ein altes Recht der freien Bauern, das noch aus germanischer Zeit stammte und mit dem die selbstgewählten Schöffen ihren Mitbürgern Recht weisen (Recht sprechen) konnten. Die Bauersprache hatte noch bis in das 17. Jahrhundert bestand, denn 1667 beklagte der Prediger Vorstman, daß die ‚Bauerbank‘ und ‚Bauersprach‘ auf den Sonntag mit Entheiligung desselben gehalten werden.“